# Gare d'Aulnat-Aéroport
La gare d’Aulnat-Aéroport est une gare ferroviaire française de la ligne de Clermont-Ferrand à Saint-Just-sur-Loire, située sur le territoire de la commune d'Aulnat dans le département du Puy-de-Dôme en région Auvergne-Rhône-Alpes. Elle dessert l'aéroport de Clermont-Ferrand-Auvergne.
Elle est mise en service en 2011 par la Société nationale des chemins de fer français (SNCF). C'est une halte de la SNCF desservie par des trains TER Auvergne-Rhône-Alpes.

## Situation ferroviaire
Établie à 320 m d'altitude, la gare d'Aulnat-Aéroport est située au point kilométrique (PK) 5,105 de la ligne de Clermont-Ferrand à Saint-Just-sur-Loire, entre les gares de Clermont-Ferrand et de Pont-du-Château.

## Histoire
Un projet de halte ferroviaire a vu le jour en 2005. L'enquête publique commence en mai 2009, les travaux d'infrastructure en 2010.
La gare est inaugurée le 21 décembre 2011. Le chantier a coûté 14,65 millions d'euros, dont sept millions pour la halte.
Avec la nouvelle halte, il est prévu un trafic de 700 000 voyageurs par an et un train toutes les vingt minutes aux heures de pointe entre Clermont-Ferrand et Vertaizon. Des travaux ont également été entrepris dans les gares de Pont-du-Château et de Vertaizon ; cette halte a nécessité le doublement de la voie afin de permettre le croisement des trains sur la ligne habituellement à voie unique.
Côté route, des travaux de sécurisation de la route départementale 769 ont été entrepris avec l'implantation de deux arrêts de bus « Aéroport » de la ligne 20 du réseau T2C.

## Service des voyageurs

### Accueil
Halte SNCF, c'est un point d'arrêt non géré (PANG) à entrée libre. Elle est équipée d'automates pour l'achat de titres de transport TER.
L'accessibilité par les personnes à mobilité réduite est facilitée par la présence d'une passerelle, équipée d'ascenseurs, pour passer d'un quai à l'autre.

### Desserte
Aulnat-Aéroport est desservie par des trains du réseau TER Auvergne-Rhône-Alpes reliant les gares de Clermont-Ferrand et de Thiers.
Au service d'été 2016 (horaires du 11 juillet au 28 août 2016), aucune circulation ferroviaire ne dépasse la gare de Thiers. Toutefois, un seul autocar relie Clermont-Ferrand et Saint-Étienne en s'arrêtant à Aulnat-Aéroport.

### Intermodalité
Un parc pour les vélos y est aménagé. Elle est desservie par la ligne 20 du réseau de bus T2C. Elle permet un accès direct à l'aéroport de Clermont-Ferrand Auvergne.
Elle est aussi à moins de 500m de l'arrêt "Aviation" de la ligne 10.

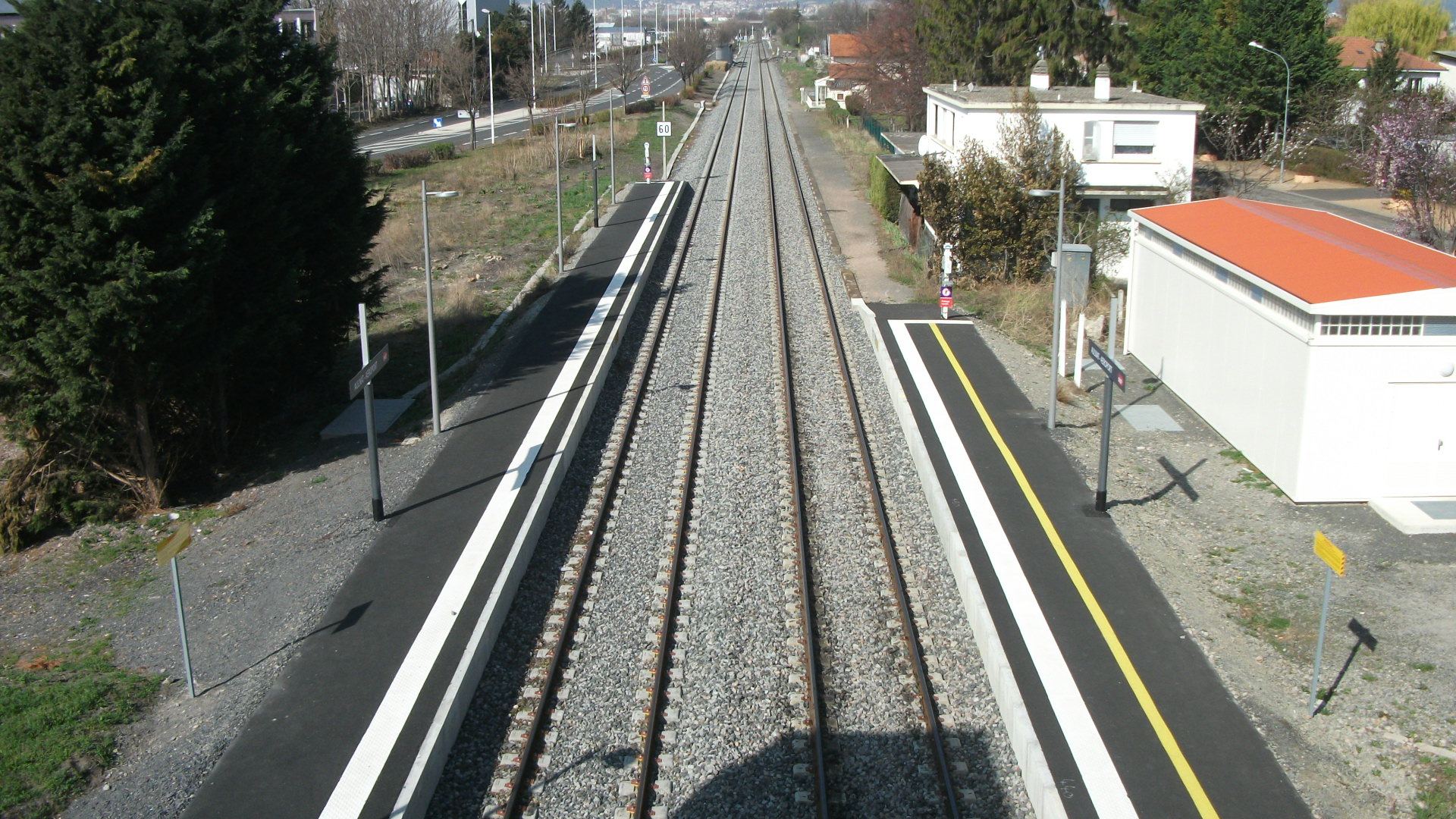
Vue en direction de Clermont-Ferrand.
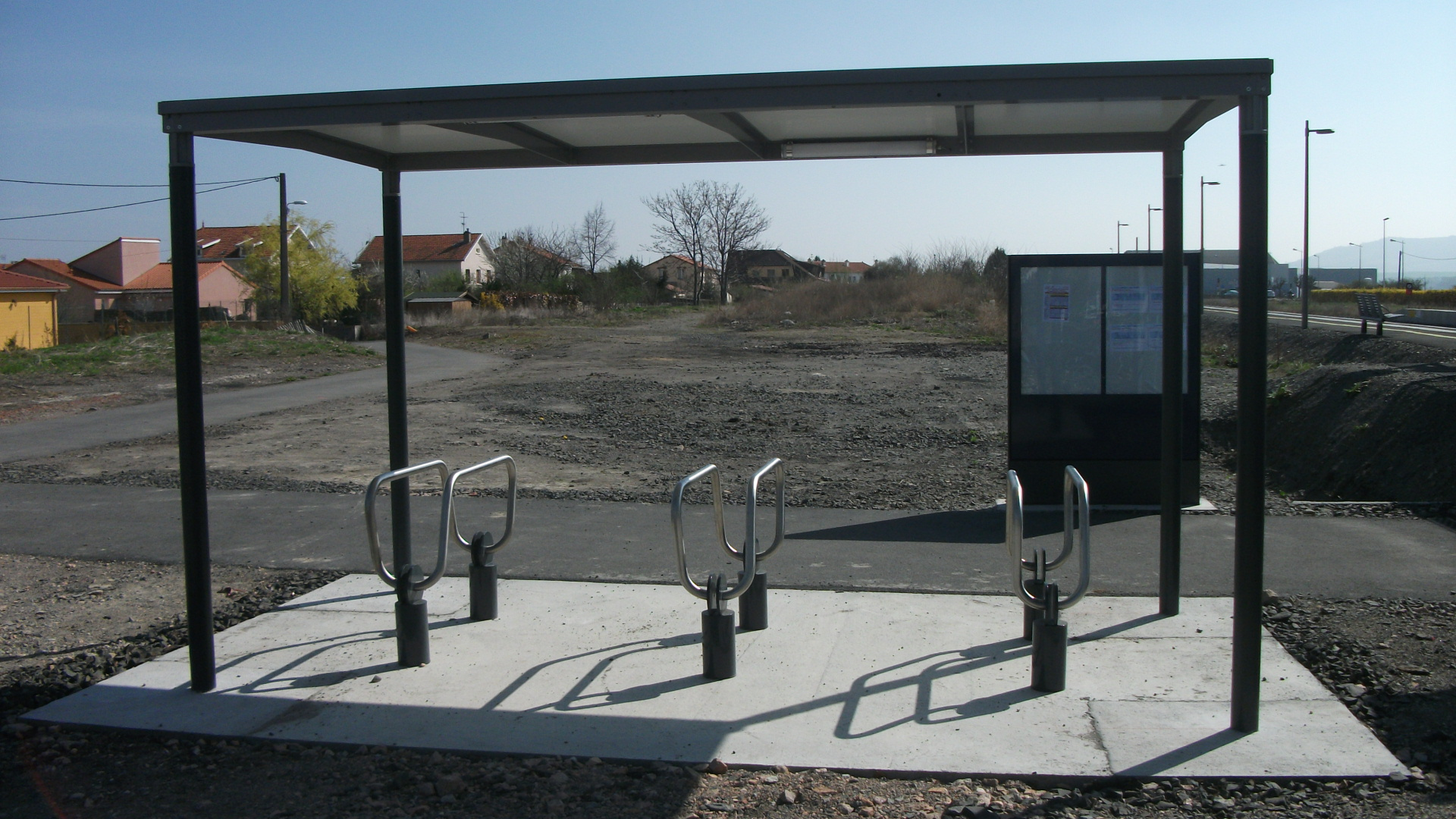
Abri à vélos de la halte côté Aulnat ville.
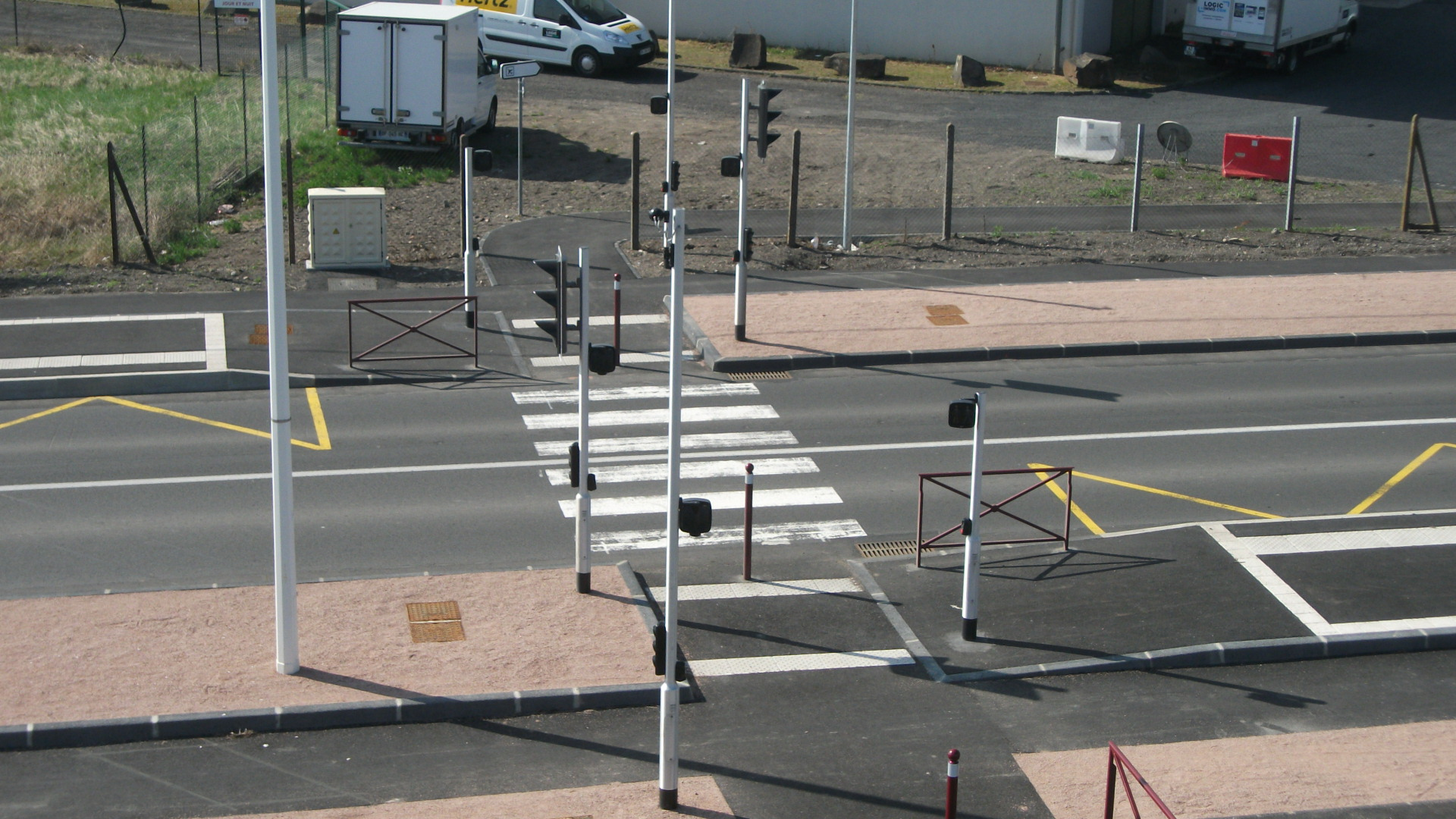
Un passage pour piétons relie la halte ferroviaire à l'aéroport. Les arrêts de bus sont situés de part et d'autre du passage piétons.